# Pseudanurophorus isotoma
Pseudanurophorus isotoma is een springstaartensoort uit de familie van de Isotomidae. De wetenschappelijke naam van de soort is voor het eerst geldig gepubliceerd in 1903 door Börner.